# Ozineus cinerascens
Ozineus cinerascens là một loài bọ cánh cứng trong họ Cerambycidae.